# كأس إيطاليا 1983–84
كأس إيطاليا 1983–84 (بالإيطالية: Coppa Italia 1983-1984)‏ هو الموسم 37 من كأس إيطاليا. أشرف على تنظيمه Lega Nazionale Professionisti ‏، وكان عدد الأندية المشاركة فيه 48، وفاز فيه نادي روما.